# Ammónium-hidrogén-szulfát
Az ammónium-hidrogén-szulfát vagy ammónium-biszulfát az ammónia kénsavval alkotott egyik sója, képlete NH4HSO4.
Fehér por vagy átlátszó kristályok.
vízben nagyon jól oldódik, oldata erősen savas kémhatású.
Kénsav és ammónia részleges, fél semlegesítésével állítható elő,vagy ammónium-szulfát bomlásával:
NH3+H2SO4=NH4HSO4+H2O
NH4OH+H2SO4=NH4HSO4+H2O
(NH4)2SO4=NH4HSO4+NH3